# Kai-Fu Lee

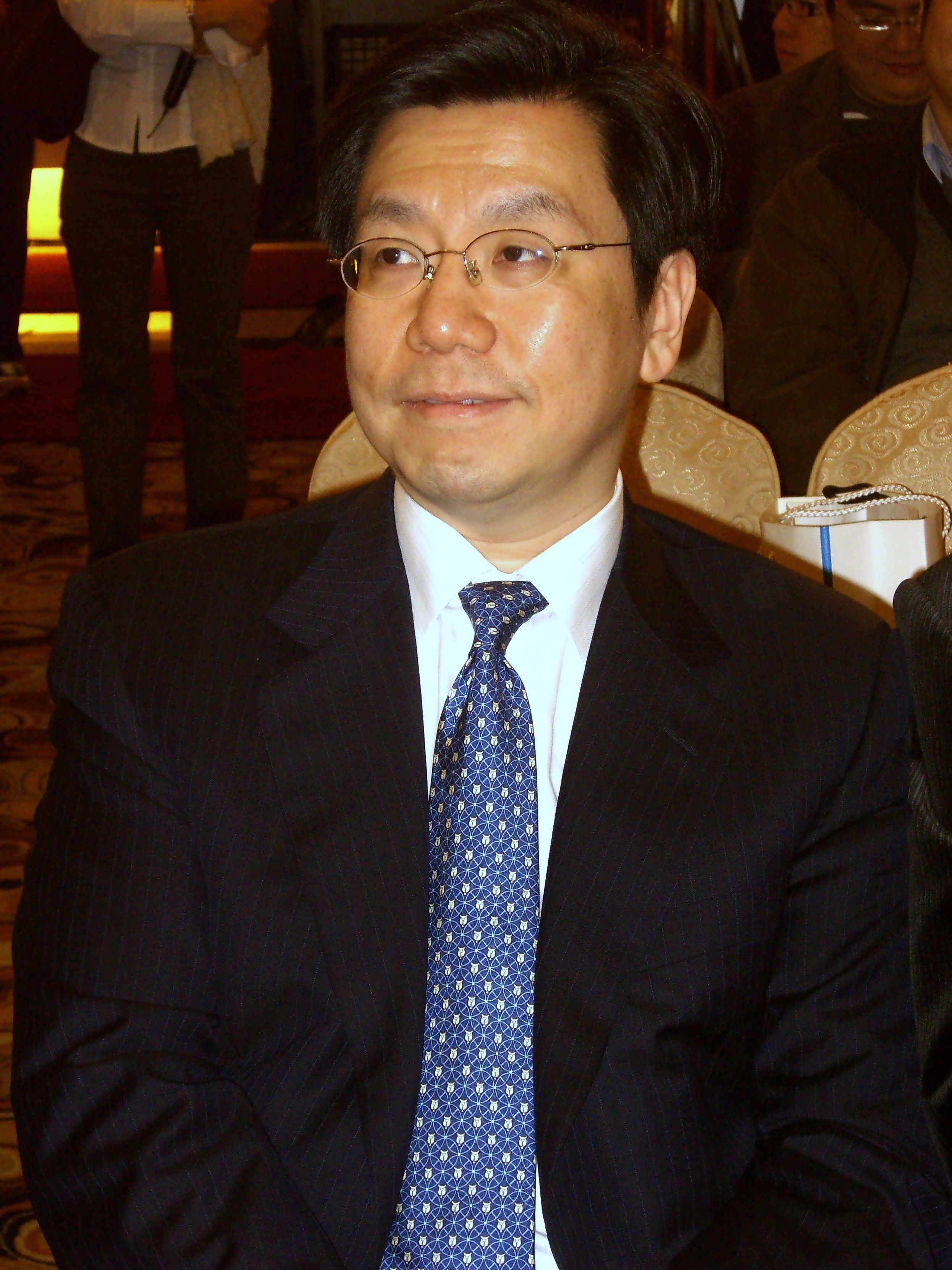
Lee 2007

Kai-Fu Lee, född 3 december 1961, är en amerikansk-taiwanesisk AI-expert och venture-kapitalist. Lee avlade examen vid Columbia University och Carnegie Mellon University och har arbetat för Apple, SGI, Google och Microsoft. Han har skrivit boken AI Superpowers som blev utgiven 2018. Han blev utnämnd av tidskriften Times som en av de 100 mest inflytelserika människorna i världen år 2013.